# NI-KI
NI-KI（ニキ、朝: 니키、2005年〈平成17年〉12月9日 - ）は、大韓民国で活動している日本人のアイドル。男性アイドルグループENHYPENの最年少メンバー。岡山県岡山市出身。BELIFT LAB所属。

## 略歴
マイケル・ジャクソンを敬愛しており、3歳からダンスを始めた。母親はダンススクールを経営している。
2014年、ケント・モリがプロデュースするCMオーディションに優勝し、同年、ソニーDVDプレイヤーのCMに出演した。
2015年7月25日、『FNS27時間テレビ』内の「FNSちびっ子ホンキーダンス選手権」に姉の心暖とともに「リキジャクソンfeat.コノン」として出演した。同年、マイケル・ジャクソンの振付師であるトラヴィス・ペイン主催のオーディションに合格した。
2016年、ザ・ウィークエンドの「キャント・フィール・マイ・フェイス」の日本版ミュージック・ビデオに出演し、東京スカパラダイスオーケストラの2016ライブハウスツアー 「Paradise Has No Border」にパフォーマーとしてゲスト出演した。
2017年、「2017 YUMI KATSURA GRAND COLLECTION」にダンサーとして出演した。同年、SHINeeの単独公演「SHINee WORLD 2017 〜FIVE〜 Special Edition」にキッズダンサーとして出演した。
2017年3月11日発売のゆずの「タッタ」のMVに出演。2022年4月8日放送の『中居正広の金曜日のスマイルたちへ』で、撮影時、岩沢厚治に可愛がってもらったと母が明かし、岩沢厚治もとても人懐っこい子で、『厚ちゃん厚ちゃん、ライブ行っていい？』と言ってくれて本当に来てくれた、と話している。北川悠仁は「（ダンス）みんな上手だったが、彼はずば抜けて上手かった」と思い出を語った。このMV出演をきっかけにアーティストになり自分もMVを出したいと思うようになった、と語っている。
2019年8月1日に13歳で渡韓し、BELIFT LABの練習生となる。練習生時代の愛称は「リキB」（後述の『I-LAND』でデビューの座を争ったTAKIと名前が同じであるため付けられた）。
2020年6月、CJ E&MとBig Hit Entertainmentの合併会社であるBelift LabとMnetが制作したアイドルサバイバル番組『I-LAND』に参加し、最終選考に残った12人のうちの一人となった。後に男性アイドルグループENHYPENのメンバーとして加入し、11月30日にデビューした。
2021年3月30日、ラジオ番組『ENHYPENのオールナイトニッポンX』の放送開始。約一年間、ラジオMCを務めた。
2022年11月26日、後輩グループ&TEAMの冠番組『&TEAM学園』に先輩としてゲスト出演。
2023年5月14日、KCON JAPAN 2023でITZYのリュジンとともに初めてのMCをこなした。
2024年12月31日、2024 MBC歌謡大祭典WANNABEでSHINeeのテミンと「Guilty」を披露した。幼少期にSHINeeのキッズダンサーとしてステージに立った経歴があり、今回のコラボは最も注目される華麗なパフォーマンスとなった。本人にとっても長年の夢が実現される瞬間となる。

## 出演

### テレビ番組
- めちゃ×2イケてるッ!2時間SP（2015年、フジテレビ）
- FNS27時間テレビ「FNSちびっ子ホンキーダンス選手権」（2015年、フジテレビ）
- I-LAND（2020年6月26日 - 9月18日、Mnet）出場者[10]
- 新・日本男児と中居（2021年2月12日、日本テレビ）[11]
- 行列のできる法律相談所（2021年7月11日、日本テレビ）[12][13]
- 中居正広の金曜日のスマイルたちへ／祝25周年! ゆず★超貴重映像＆音源発掘!! 思い出の｢ゆず歌｣ランキング（2022年4月8日、TBS）VTR出演[14]
- &TEAM学園 (2022年11月26日)

### ラジオ
- ENHYPENのオールナイトニッポンX（2021年3月30日 - 2022年3月29日、ニッポン放送）[7][15]
- DAY6のKISS THE RADIO（英語版）（2021年8月4日、KBSクールFM（英語版））[16]
- FM802 HOLIDAY SPECIAL ECC (2023年2月23日)[17]

### CM
- ソニー、DVDプレイヤー（2014年）[1]
- ニチイ車輌、リキジャクソン編（2016年）[18]
- 大塚製薬、ポカリスエット（2018年）
- 日本マクドナルド、三角チョコパイ「キレキレ収穫祭」篇（2024年10月8日 - ）[19]
- デジタルハリウッド、デジタルハリウッド大学（2025年）[20]

- サントリーフーズ、ZONe ENERGY[21] (2025年)

### ミュージック・ビデオ
- ザ・ウィークエンド「キャント・フィール・マイ・フェイス」日本版（2016年）[3]
- ゆず「タッタ」（2017年）

### ライブ
- 東京スカパラダイスオーケストラ2016ライブハウスツアー 「Paradise Has No Border」（2016年11月7日 - 12月26日）パフォーマー（ゲスト出演）[4]
- SHINee「SHINee WORLD 2017 〜FIVE〜 Special Edition」（2017年9月2日 - 9月24日、東京ドーム、京セラドーム）キッズダンサー

### イベント
- Legend Tokyo Chapter.5　「Travis Payne」振付作品に出演
- 2017 YUMI KATSURA GRAND COLLECTION（2017年）ダンサー
- KCON JAPAN 2023 MC